# El Menzeh
El Menzeh (en àrab المنزه, al-Manzah; en amazic ⵍⵎⵏⵣⵀ) és una comuna rural de la prefectura de Skhirate-Témara, a la regió de Rabat-Salé-Kenitra, al Marroc. Segons el cens de 2014 tenia una població total de 11.370 persones.